# Rosina Cox Boardman
Rosina Cox Boardman (Nueva York, 1878-Huntington, 1970) fue una pintora estadounidense de retrato en miniatura e ilustraciones botánicas.

## Biografía
Boardman nació en la ciudad de Nueva York en 1878, siendo descendiente de varias de las familias más antiguas del estado, incluidos los Livingston y los Schuylers. Estudió en la Art Students League de Nueva York, la Escuela de Diseño Aplicado de Nueva York y la Escuela de Arte Chase (hoy Parsons, the New School for Design); entre sus instructores estuvieron George Bridgman, Frank Vincent DuMond y Alice Beckington.

## Carrera profesional
A menudo exhibía su trabajo y ganaba premios, entre ellos, en 1930 y 1938, la Medalla Levantia White Boardman Memorial de la Sociedad Estadounidense de Pintores en Miniatura, que ella dedicó a su madre. En 1933, la revista Time la calificó como una de las mejores miniaturistas del país debido a su aplicación de técnicas contemporáneas, como las aprendidas de Virginia Richmond Reynolds. Fue descrita como una rebelde. Cuando la Sociedad Estadounidense de Pintores en Miniatura se disolvió en 1965, fue Boardman quien, junto con Alexandrina Robertson Harris, negoció la donación de veintidós miniaturas de sus miembros a la Institución Smithsonian.
Boardman murió en Huntington, Nueva York.

### Colecciones destacadas
Dos obras de Boardman, incluido un autorretrato, se encuentran en la colección del Museo Metropolitano de Arte. Otras se encuentran en las colecciones del Museo de Arte de Worcester, la Galería de Arte de la Universidad de Yale, y el Museo de Arte de Brooklyn. Un retrato de Boardman de su maestra Alice Beckington es propiedad del Smithsonian American Art Museum, que también posee retratos suyos de Lydia Longacre y Mabel Rose Welch. También posee una única obra de la propia Boardman, The Green Ring de 1935.